# Alphasyllabaire tamoul
L'alphasyllabaire tamoul est utilisé pour écrire la langue tamoule.

## Alphabet
| க் | k, g, x, ɣ, h |
| ங் | ŋ             |
| ச் | tʃ, dʒ, ʃ, s  |
| ஞ் | ɲ             |
| ட் | ʈ, ɖ, ɽ       |
| ண் | ɳ             |
| த் | t̪, d̪, ð       |
| ந் | n̪             |
| ப் | p, b, β       |
| ம் | m             |
| ய் | j             |
| ர் | ɾ             |
| ல் | l             |
| வ் | ʋ             |
| ழ் | ɻ             |
| ள் | ɭ             |
| ற் | r, t, d       |
| ன் | n             |

| அ | ʌ                      |
| ஆ | aː                     |
| இ | i                      |
| ஈ | iː                     |
| உ | u, ɯ                   |
| ஊ | uː                     |
| எ | e                      |
| ஏ | eː                     |
| ஐ | ʌɪ̯                     |
| ஒ | o                      |
| ஓ | oː                     |
| ஔ | ʌo̯                     |
| ஃ | visarga (ak en tamoul) |

| க | ka  |
| கா | kaː |
| கி | ki  |
| கீ | kiː |
| கு | ku  |
| கூ | kuː |
| கெ | ke  |
| கே | keː |
| கை | kʌɪ̯ |
| கொ | ko  |
| கோ | koː |
| கௌ | kʌo̯ |

| Symboles                  | Symboles              | Symboles | Symboles | Symboles |
| Syllabe                   | Prononciation         |          |          |          |
| ------------------------- | --------------------- | -------- | -------- | -------- |
| க்                         | virâma : k            |          |          |          |
| கஃ                        | ak ou visarga : kaḥ   |          |          |          |
| கஂ                         | anusvâra : kaṃ ou kaṇ |          |          |          |
| Lettres issues du Grantha |                       |          |          |          |
| Lettre                    | Prononciation         |          |          |          |
| ஜ                         | dʒ                    |          |          |          |
| ஷ                         | ʂ                     |          |          |          |
| ஸ                         | s                     |          |          |          |
| ஹ                         | h                     |          |          |          |
| க்ஷ                        | kʂ                    |          |          |          |
| ஶ                         | ʃ                     |          |          |          |

## Explications
Le tamoul comporte cinq consonnes rétroflexes : ṭ, ḍ, ṇ, ṣ et ḷ, dites « fortes », qui sont prononcées en repliant la langue vers le palais et en effectuant un claquement. Les lettres ஷ (ṣa), ஸ (sa), ஜ (dja), க்ஷ (kṣa), ஶ (cha) et ஹ (ha) n'appartiennent pas à proprement parler à l'alphabet tamoul, mais sont empruntées au grantha pour noter des sons particuliers, souvent dans des mots empruntés au sanskrit. Ces lettres sont d'un usage relativement courant, mais on pourra également en trouver bien d'autres, de façon très sporadique, qui ne sont par ailleurs même pas prévues pour Unicode.
Certaines consonnes sont voisées ou non selon le contexte, mais il y a beaucoup d'exceptions. Les consonnes doubles ou à l'initiale d'un mot ne sont généralement pas voisées :
- ச்ச se prononce tcha
- ஞ்ச se prononce ndja
- ங est toujours suivi de க et se prononce nga
- le son u, en fin de mot, se prononce comme le e français
- le ak (ஃ) transforme le p (ப) et le j (ஜ) : பஃ se prononce fa et ஜஃ se prononce za

Les consonnes, parfois géminées au moyen de la virâma, sont juste un peu plus appuyées.